# Limenitis diazi
Limenitis diazi är en fjärilsart som beskrevs av Beutelspacher 1975. Limenitis diazi ingår i släktet Limenitis och familjen praktfjärilar. Inga underarter finns listade i Catalogue of Life.